# Рис, Перси
Перси Монтаг Рис (англ. Percy Montague Rees; 27 сентября 1883, Камберуэлл, Большой Лондон — 12 июня 1970, Уонерш, Суррей) — английский хоккеист на траве, нападающий. Олимпийский чемпион 1908 года.

## Биография
Перси Рис родился 27 сентября 1883 года в районе Камберуэлл британского города Лондон. Он был одним из восьми детей торговца тканями.
Учился в Далвичском колледже. Играл в хоккей на траве за «Барнс», сборные Лондона, Суррея и Юга. Дебютировал в сборной Англии в 1906 году, провёл 14 матчей.
В 1908 году вошёл в состав сборной Англии по хоккею на траве на летних Олимпийских играх в Лондоне и завоевал золотую медаль, которая пошла в зачёт Великобритании. Играл на позиции правого нападающего, провёл 3 матча, забил 1 мяч в ворота сборной Франции.
Вплоть до появления Томаса Дэшвуда в 1930-е годы считался сильнейшим в истории английского хоккея на позиции правого нападающего.
Участвовал в Первой мировой войне. Был капитаном батальона королевских стрелков. Награждён Военным крестом.
Работал бухгалтером по месту жительства, затем в Гааге. В 1931 году стал главным бухгалтером компании Unilever, работал на этой должности до ухода на пенсию в 1948 году.
Умер 12 июня 1970 года в британской деревне Уонерш.